# Marguerite Churchill

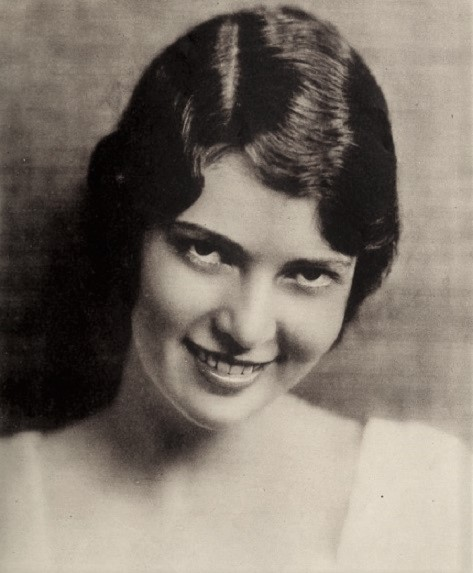
Marguerite Churchill (1929)

Marguerite Churchill (* 26. Dezember 1910 in Kansas City, Missouri; † 9. Januar 2000 in Broken Arrow, Oklahoma) war eine US-amerikanische Schauspielerin. Bekanntheit erlangte sie vor allem als John Waynes erste Filmpartnerin im Western Der große Treck.

## Leben
Marguerite Churchill nahm bereits als Kind Schauspielunterricht an der Professional Children’s School in New York. Ihr Vater war Theaterproduzent und Besitzer mehrerer Theater, starb jedoch als Churchill zehn Jahre alt war. Sie gab ihr Schauspieldebüt am Broadway, wo sie bereits im Alter von 16 Jahren ihre ersten Hauptrollen spielte. Während einer Vorführung wurde Churchill von einem Mitarbeiter der Fox Film Corporation entdeckt und unter Vertrag genommen. Ihr Filmdebüt kam 1929 mit einer kleinen Rolle im mittlerweile als verschollen geltenden frühen Tonfilm The Diplomats. Die erste Hauptrolle folgte im selben Jahr in The Valiant.
Bekanntheit erlangte Churchill 1930 in der weiblichen Hauptrolle im Western Der große Treck an der Seite von John Wayne in seiner ersten Hauptrolle. Ein Jahr später spielte sie in Girls Demand Excitement erneut Waynes Filmpartnerin. In den folgenden Jahren war Churchill zumeist als weibliche Hauptdarstellerin in insgesamt fast dreißig Filmen verschiedener Genres zu sehen, darunter 1936 im Horrorfilm Draculas Tochter. 1952 endete ihre Schauspielkarriere.
Von 1933 bis zur Scheidung im Jahr 1948 war Churchill mit dem Schauspieler George O’Brien verheiratet. Das Paar hatte drei gemeinsame Kinder, darunter den Schriftsteller Darcy O’Brien. Dessen 1991 erschienener Roman Margaret in Hollywood ist an das Leben von Churchill und ihren Mann angelehnt. Die Tochter Orin O’Brien wurde Bassistin bei den New Yorker Philharmonikern. In den 1960er-Jahren lebte Churchill in Rom und anschließend in Lissabon, ehe sie in den 1990er-Jahren aus gesundheitlichen Gründen in die Vereinigten Staaten zurückkehrte und fortan bei ihrem Sohn Darcy in Tulsa lebte. Er starb im März 1998 an einem Herzinfarkt. Marguerite Churchill überlebte ihn um knapp zwei Jahre, ehe sie selbst am 9. Januar 2000 im Alter von 89 Jahren in einem Pflegeheim in Broken Arrow (Oklahoma) starb.

## Filmografie (Auswahl)
- 1929: The Diplomats
- 1929: They Had to See Paris
- 1929: The Valiant
- 1929: Pleasure Crazed
- 1930: Born Reckless
- 1930: Der große Treck (The Big Trail)
- 1931: Girls Demand Excitement
- 1931: Quick Millions
- 1931: Ambassador Bill
- 1931: Charlie Chan Carries On
- 1931: Riders of the Purple Sage
- 1936: The Walking Dead
- 1936: Draculas Tochter (Dracula’s Daughter)
- 1950: Bunco Squad
- 1952: Kleine Spiele aus Übersee (Fireside Theatre; Fernsehserie, zwei Folgen)